# سفارت ایالات متحده آمریکا در توکیو
سفارت ایالات متحده آمریکا در توکیو (به لاتین: Embassy of the United States) یک منطقهٔ مسکونی و نمایندگی سیاسی ایالات متحده آمریکا در ژاپن است که در آکاساکا واقع شده‌است.